# Río Carare
Río Carare är ett vattendrag i Colombia.   Det ligger i departementet Santander, i den centrala delen av landet, 240 km norr om huvudstaden Bogotá.